# Прокоп, Георгий Георгиевич
Гео́ргий Гео́ргиевич Проко́п (род. 11 ноября 1950, пос. Киевка, Нуринский район, Карагандинская область, Казахская ССР, СССР) — казахстанский хозяйственный деятель, руководитель ТОО «Шахтёрское». Герой Труда Казахстана (2024).

## Биография
Родился 11 ноября 1950 года в посёлке Киевка, Нуринский район, Карагандинская область. Немец.
После окончания школы, в 1968 г. поступил в Целиноградский сельскохозяйственный институт, который окончил в 1973 г., получив диплом инженера-механика сельского хозяйства.
В 1965 г. начал трудовую деятельность рабочим, трактористом, заведующим машино-тракторного парка с/з «Вячеславский» Вишнёвского района Целиноградской области.
С 1975 по 1976 гг. главный инженер с/з «Вячеславский».
с 1976 по 1986 г. главный инженер с/з «Черниговский» Нуринского района Карагандинской области.
Более тридцати лет посвятил работе в совхозе «Шахтёр» (село Шахтёрское), а затем в ТОО «Шахтёр» Нуринского района Карагандинской области, где и работает в настоящее время директором.
Неоднократно избирался депутатом районного маслихата, депутат Карагандинского областного маслихата V и VI созывов, член Ассамблеи народов Казахстана, член Политсовета областного филиала Партии «Нур Отан», член Бюро Политсовета Нуринского филиала партии.
Большой меценат и спонсор Нуринского района. Наставник и воспитатель достойной трудовой смены на селе.

## Награды
- 1999 — Орден Курмет
- 2006 — Орден Парасат
- 2014 — Орден Отан[1][2]
- Личный Золотой знак Президента Республики Казахстан.
- 2024 (23 октября) — Звание «Герой Труда Казахстана» с вручением знака особого отличия Золотая Звезда;[3]
- Правительственные и юбилейные медали
- 1979 — Золотая медаль ВДНХ
- 1980 — бронзовой медалью ВДНХ СССР
- 1982 — Медаль «За трудовую доблесть»
- 2004 — Медаль «50 лет Целине»
- 2008 — Медаль «10 лет Астане»
- 2010 — медалью I степени «Еңбек даңқы»
- 2011 — Медаль «20 лет независимости Республики Казахстан»
- 2013 — медалью «Бірлік»
- 2014 — медаль «15 лет партии Нұр Отан»
- 2014 — медаль «Қазақстан мәслихаттарына 20 жыл»
- 2015 — Медаль «20 лет Конституции Республики Казахстан»
- 2015 — Медаль «20 лет Ассамблей народов Казахстана»
- Почетный гражданин Нуринского района
- 2019 — Почётный гражданин Карагандинской области[4]